# 肯扎·达利
肯扎·达利（法語：Kenza Dali；1991年7月31日—），法国职业女子足球运动员，司职中场，目前效力于聖地牙哥波浪足球俱樂部和法国国家女子足球队。她曾代表法国参加2024年夏季奥林匹克运动会女子足球比赛。